# 卡本縣 (猶他州)
卡本縣（英語：Carbon County）是美国犹他州中部偏東的一個縣，面積3,829平方公里。根據2020年美國人口普查，共有人口20,412人。縣治普萊士（Price）。該縣成立於1868年3月8日。縣名是碳的英语音譯，指的是當地的煤礦。